# بدر صالح
بدر صالح (4 مايو 1984-): فنان كوميدي يمني من مواليد مدينة جدة في المملكة السعودية، وهو كاتب ومقدم برنامج إيش اللي والليلة مع بدر وبرنامج بدر اليوتيوبي، حصل على شهرته من خلال برامجه الساخرة على موقع يوتيوب، وحاز برنامجه -إيش اللي- على شهرة واسعة وحصل على نسبة عالية من المشاهدات في السعودية ودول الخليج العربي. ونظراً لما حصل عليه من شهرة واسعة في السعودية قدم العديد من عروض ستاند أب كوميدي المحلية والعربية والإجنبية، كما شارك بالتمثيل في مسلسل شفت الليل في عام 2012م وذلك بحلقة واحدة كضيف شرف، وأصبح وجهاً إعلاني لشركة المشروبات الغازية سفن أب من عام 2013م.

## حياته
ولد في مدينة جدة وعاش فيها، وحصل على الثانوية العامة ولم يكمل دراسته الجامعية، كانت بدايته عبر البرامج الإذاعية ولكنه لم يستمر طويلاً بها، بدأت شهرته عندما قام بتقديم برنامج كوميدي حمل اسم «ايش اللي» بدأ منه في فبراير 2011 حاز البرنامج بعد فترة من بدأه على شهرة واسعة وتصدر قنوات موقع اليوتيوب خلال حلقاته الأولى ويعد من أهم البرامج به وتلقى دعمه من شركة يوتيرن وانضم إليها ليكون أحد أعضاء المجموعة وحاليَّاً يعتبر برنامجه في المرتبة الأولى في السعودية ودول الخليج من حيث المشاهدة.
في عام 2012م أعلن زواجه من مصممة الأزياء إيمان خالد وتم الطلاق في عام 2017.

## أعماله

### في التلفزيون
- 2012م: شفت الليل (مسلسل) (حلقة واحدة بعنوان درس في خدمة العملاء) بمشاركة مشعل المطيري
- 2016م: برنامج الليلة مع بدر على إم بي سي

### في الإنترنت
- برنامج ايش اللي لـشركة يوتيرن إلى أن توقف عن تقديم جميع البرنامج في موسمه الخامس بسبب تقديمه بعض الإعلانات والبرامج لدخلها المادي الأعلى ثم إنقطع عن برنامج إيش اللي
- برنامج بدر شو بدأ في أول 2018 ومازال مستمراً حتى الآن[5]
- برنامج (لوك داون) عرض على منصة شاهد عام 2020.[6]